# Odprto prvenstvo Avstralije 2003
Odprto prvenstvo Avstralije 2003 je teniški turnir, ki je potekal med 13. in 27. januarjem 2003 v Melbournu.

## Moški posamično
Andre Agassi :  Rainer Schüttler, 6–2, 6–2, 6–1

## Ženske posamično
Serena Williams :  Venus Williams, 7–6(7–4), 3–6, 6–4

## Moške dvojice
Michaël Llodra /  Fabrice Santoro :  Mark Knowles /  Daniel Nestor, 6–4, 3–6, 6–3

## Ženske dvojice
Serena Williams /  Venus Williams :  Virginia Ruano Pascual /  Paola Suárez, 4–6, 6–4, 6–3

## Mešane dvojice
Martina Navratilova /  Leander Paes :  Eleni Daniilidou /  Todd Woodbridge, 6–4, 7–5